# David Thomson
David Kenneth Roy Thomson, terzo Barone Thomson of Fleet (12 giugno 1957), è un imprenditore canadese, figlio di Kenneth Thomson, secondo Barone Thomson of Fleet. Pur essendo canadese, David è un pari d'Inghilterra e oltre al titolo nobiliare occupa la posizione di presidente della Thomson Reuters, una delle più grandi aziende mondiali attive nei media e nella produzione di materiale informatico.
Secondo Forbes, al 17 novembre 2022, è uno degli uomini più ricchi al mondo, con un patrimonio stimato di 52 miliardi di dollari.

## Biografia
Nato a Toronto, Ontario, è il figlio maggiore di Kenneth Thomson e di Marilyn Lavis.  Ha una sorella di nome Taylor Thomson e suo fratello, Peter Thomson, è pilota di auto da corsa.
Nel 1978, Thomson ha conseguito il Bachelor of Arts (successivamente aggiornato a un MA al Selwyn College, Cambridge, dove ha studiato storia. Da bambino, ha frequentato sia l'Upper Canada College che la Hall School.
David Thomson ha cominciato a lavorare nel gruppo di famiglia come manager di uno dei principali grandi magazzini della catena The Bay (retailers), poi in seguito ha svolto la carica di presidente di Zellers. Successivamente ha deciso di utilizzare il denaro guadagnato per fondare una società immobiliare estranea al gruppo di famiglia.
Kenneth Thompson fece sempre capire che era suo desiderio che alla sua morte la Thomson Corporation passasse nelle mani del figlio David. Nel 2006 in effetti Kenneth morì e David divenne azionista di maggioranza e presidente dell'azienda.
Anche il nonno Roy Thomson (il fondatore dell'azienda) individuò in David un possibile successore al figlio, infatti nel 1975 scrisse:

## Collezione d'arte
Thomson è un noto collezionista d'arte e possiede opere di Rembrandt, JMW Turner, Paul Klee, Vilhelm Hammershøi, Edvard Munch, Patrick Heron, Joseph Beuys, EL Kirchner ed Egon Schiele. Possiede anche la più grande collezione al mondo di dipinti e disegni del pittore inglese John Constable. In un'intervista con Geraldine Norman di The Independent nel 1994, Thomson disse di aver comprato il suo primo disegno di Constable a 19 anni, dando al venditore "un dipinto ad olio in cambio e un bel po' di soldi". Norman lo ha descritto come un "collezionista fanatico" e Thomson ha raccontato come si sia "innamorato" dello stile di Constable da bambino. Nei suoi vent'anni, Thomson ha sbalordito il mondo dell'arte con due acquisti monumentali. Nel 1984, ha acquisito lo spettacolare "Seascape: Folkestone" di JMW Turner, per un record di 7,3 milioni di sterline (21,8 milioni di sterline nel 2017) dalla vendita della collezione del noto storico dell'arte britannico Kenneth Clark. Un altro record mondiale quando acquistò il monumentale "Christ Presented to the People" di Rembrandt, del 1655, per un record di 561.000 sterline (1,7 milioni di sterline nel 2017) a Christie's London, quando il Duca di Devonshire vendette la Chatsworth Collection in una delle più grandi aste. Thomson ha venduto entrambi i capolavori qualche anno più tardi durante la crisi finanziaria degli anni '80.
Nel 2002, Thomson e suo padre hanno pagato un prezzo record mondiale di 76,7 milioni di dollari per acquistare "Massacre of the Innocents" di Rubens, ora il fulcro della Thomson Collection alla Art Gallery of Ontario. Nel 2012, Thomson ha infranto i record acquistando un dipinto dell'artista danese Vilhelm Hammershøi, "Ida Reading a Letter", pagando il prezzo più alto di sempre per un artista danese. Nel 2012, Thomson ha battuto il record per l'acquerello britannico del XVIII secolo più costoso pagando 2,4 milioni di sterline per un piccolo paesaggio di John Robert Cozens.
Thomson è un attivo acquirente di arte canadese. Nel 2007, ha pagato 1,8 milioni di dollari per una maschera, il prezzo più alto mai pagato per un singolo pezzo di arte dei nativi nordamericani. E nel novembre 2016 ha pagato la cifra record di 11,2 milioni di dollari canadesi per acquistare un dipinto all'asta dell'artista Lawren Harris del Gruppo dei Sette intitolato "Mountain Forms".
Thomson gestisce le sue attività di collezionismo attraverso le sue personali Thomson Works of Art. Thomson finanzia anche l'Archivio di Modern Conflict, con sede a Londra. Gli specialisti all'interno dell'archivio acquistano collezioni di fotografie in tutto il mondo e gestiscono anche un ramo di pubblicazione di libri, AMC Books, che ha un marchio canadese, Bone Idle Books, con sede a Toronto.

## Vita privata
David Thomson è stato sposato e divorziato 2 volte, ha avuto 2 figli con la prima moglie e 3 con la seconda da cui ha divorziato recentemente.
Nel 2007 si è fidanzato con Kelly Rowan, attrice di the O.C. con la quale è convolato a nozze alla fine dell'anno: la coppia si è separata ancor prima che nascesse la loro primogenita, nell'aprile 2008.
Ha ereditato dal padre la sua fortuna e il titolo nobiliare il 12 giugno 2006, il giorno del suo 49º compleanno. Oltre all'azienda ha ereditato dal padre la Art Gallery of Ontario di Toronto un'importante collezione d'arte.
Conduce vita molto riservata e raramente concede interviste, è una persona che non ama stare sotto i riflettori.